# Pilzgift
|  | Dieser Artikel wurde aufgrund von formalen oder inhaltlichen Mängeln in der Qualitätssicherung Biologie im Abschnitt „Mykologie“ zur Verbesserung eingetragen. Dies geschieht, um die Qualität der Biologie-Artikel auf ein akzeptables Niveau zu bringen. Bitte hilf mit, diesen Artikel zu verbessern! Artikel, die nicht signifikant verbessert werden, können gegebenenfalls gelöscht werden. Lies dazu auch die näheren Informationen in den Mindestanforderungen an Biologie-Artikel. Begründung: Redundanz zu Pilzvergiftung und Giftpilz, unzureichend, kaum Mehrwert |

Pilzgifte sind giftige Stoffwechselbestandteile von Großpilzen, die in so hohen Konzentrationen vorkommen, dass bei ihrem Verzehr Vergiftungserscheinungen bei Menschen oder Tieren auftreten (Pilzvergiftung). In der nördlichen Hemisphäre kommen etwa 200 Arten von Giftpilzen vor, von denen ca. 40 Arten gefährlich und ca. 10 Arten tödlich sind (siehe auch Liste der Giftpilze).
Gifte aus Schimmelpilzen werden im Unterschied dazu als Mykotoxine bezeichnet.
Toxikologisch können Pilzgifte nach ihrer Wirkung in drei Gruppen unterteilt werden:
| Giftart              | Eintritt der Wirkung       | Art der Wirkung                                          | Wirkstoffe           | Beispiel             |
| -------------------- | -------------------------- | -------------------------------------------------------- | -------------------- | -------------------- |
| Protoplasmagifte     | Wirkung nach 6–48 Stunden  | Tod, Kollaps, Herzlähmung oder Leberkoma (Leberversagen) | Amatoxine            | Knollenblätterpilze  |
| Nervengifte          | Wirkung nach 15–30 Minuten | Schwere Vergiftungen                                     | Muscarin, Muscaridin | Ziegelroter Risspilz |
| Lokal wirkende Gifte |                            | Weniger starke Vergiftung, selten tödlich                | Terpene              | Birken-Milchling     |

## Unbrauchbare Nachweismethoden
- Geschmack: Pilzgifte sind nicht zuverlässig an unangenehmem oder bitterem Geschmack zu erkennen.
- Geruch: Giftpilze zeigen ein breites Spektrum an Gerüchen und riechen nicht zwingend unangenehm.
- Silberlöffel: Das traditionelle Mitkochen eines silbernen Löffels gibt keine zuverlässige Information über enthaltene Gifte.
- Abkochen: Viele Pilzgifte sind wärmestabil und durch Abkochen nicht unschädlich zu machen.

So wird der gefährlichste Giftpilz Europas, der Grüne Knollenblätterpilz, von Vergifteten als wohlschmeckend beschrieben. Er riecht süßlich, mitgekochtes Silber verfärbt sich nicht, und seine Giftstoffe werden durch Kochen nicht angegriffen.